# Autoretrats de Goya

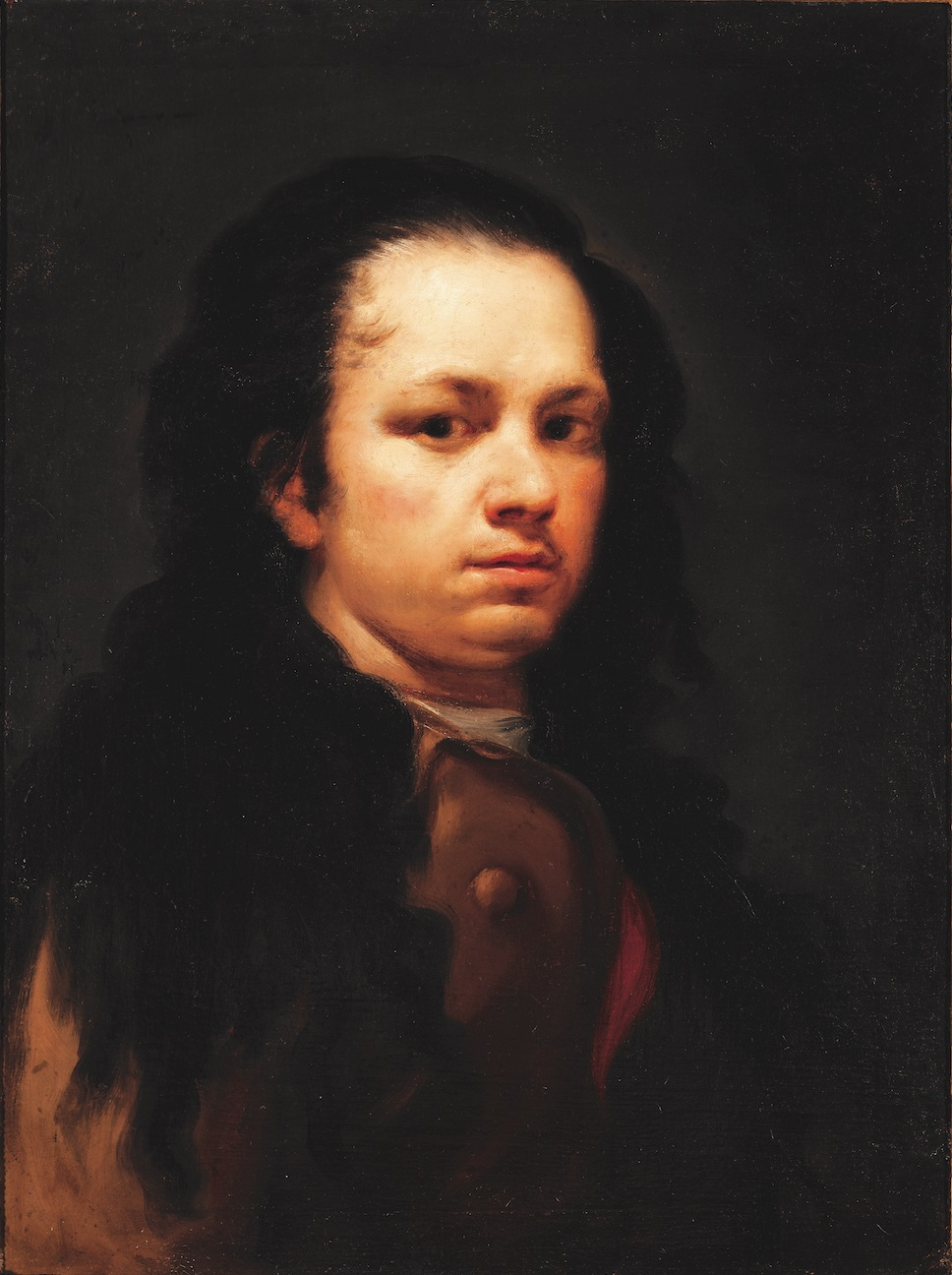
Autoretrat, cap a 1773 (Col·lecció privada).

Existeixen diversos Autoretrats de Goya. Es pot estudiar l'evolució de l'aspecte físic i fins i tot aspectes de la condició humana de Goya fent un recorregut per les nombroses obres en què va reflectir el seu autoretrat, tant en olis com en dibuixos; unes vegades amb la seva efígie, altres de cos sencer i en nombroses ocasions s'inclou en el conjunt d'un quadre de grup.
El primer autoretrat que es coneix va ser realitzat cap a 1773 (oli sobre taula, 58 x 44 cm, col·lecció Zurgena, Alacant), i dona compte de la seva imatge després de la tornada del seu viatge a Itàlia de 1770, si bé Juan J. Lluna és partidari d'una datació anterior a aquest any, considerant un retrat fet perquè la seva família ho tingués present davant el seu immediat viatge. Apareix amb llarga cabellera, evocant possiblement la imatge dels mestres barrocs, amb una actitud de fermesa, seguretat en si mateix i un punt de rebel·lia a jutjar per la cabellera solta que li cau fins a les espatlles. Pintat amb minuciositat, destaca un rostre arrodonit, nas quelcom xat i una constitució gruixuda, encara que de noble lència.

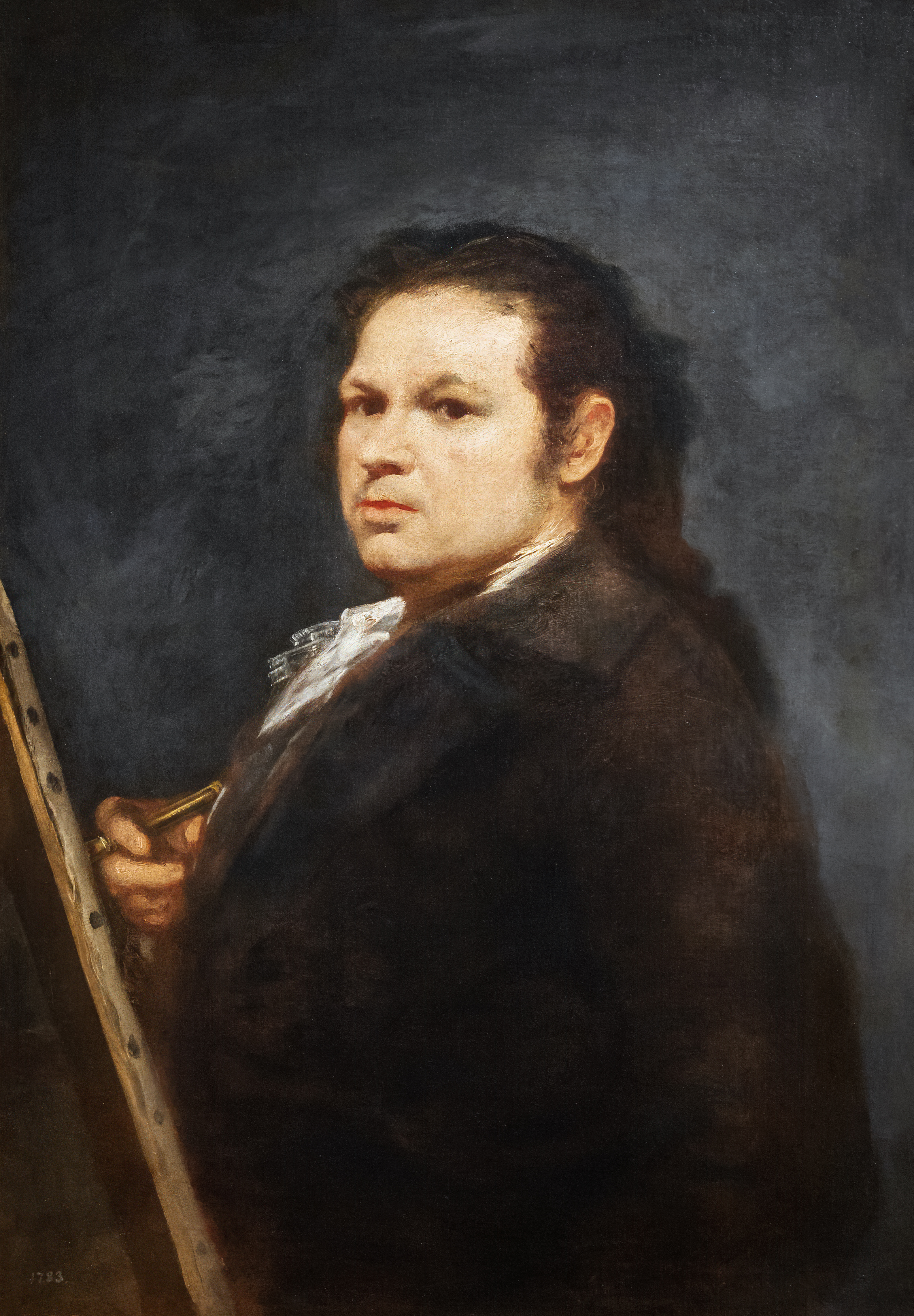
Autoretrat, 1783 (Museu d'Agen, França).

Cal esperar fins a la dècada dels anys vuitanta del segle xviii per trobar una nova imatge de l'artista. Aquesta vegada apareix amb el cos perfil pintant un gran llenç i mirant cap a l'espectador. Despullat d'atributs relacionats amb el seu càrrec de pintor reial, gira el seu rostre cap motiu que pinta, donant-nos així una imatge del mateix en lleuger escorç. La pinzellada és aquí més solta, Goya apareix vestit amb roba còmoda en un interior, avançant el model de retrat burgès que li serà propi a partir d'aquests anys.
De la mateixa època és l'autoretrat que inclou en la pintura per a una de les capelles de San Francisco el Grande Predicació de San Bernardino de Siena, on el pintor reafirma la seva personalitat apareixent en una de les obres que va emprendre amb major ambició. Així mateix apareix al Retrat del Comte de Floridablanca de 1783 i en l'obra que va dedicar l'any següent a representar la família de l'infant Lluís de Borbó. Més tard, el 1800, apareixerà pintant un gran tela, a la manera que ho va fer Velázquez a Las Meninas, en el retrat de la família de Carles IV.

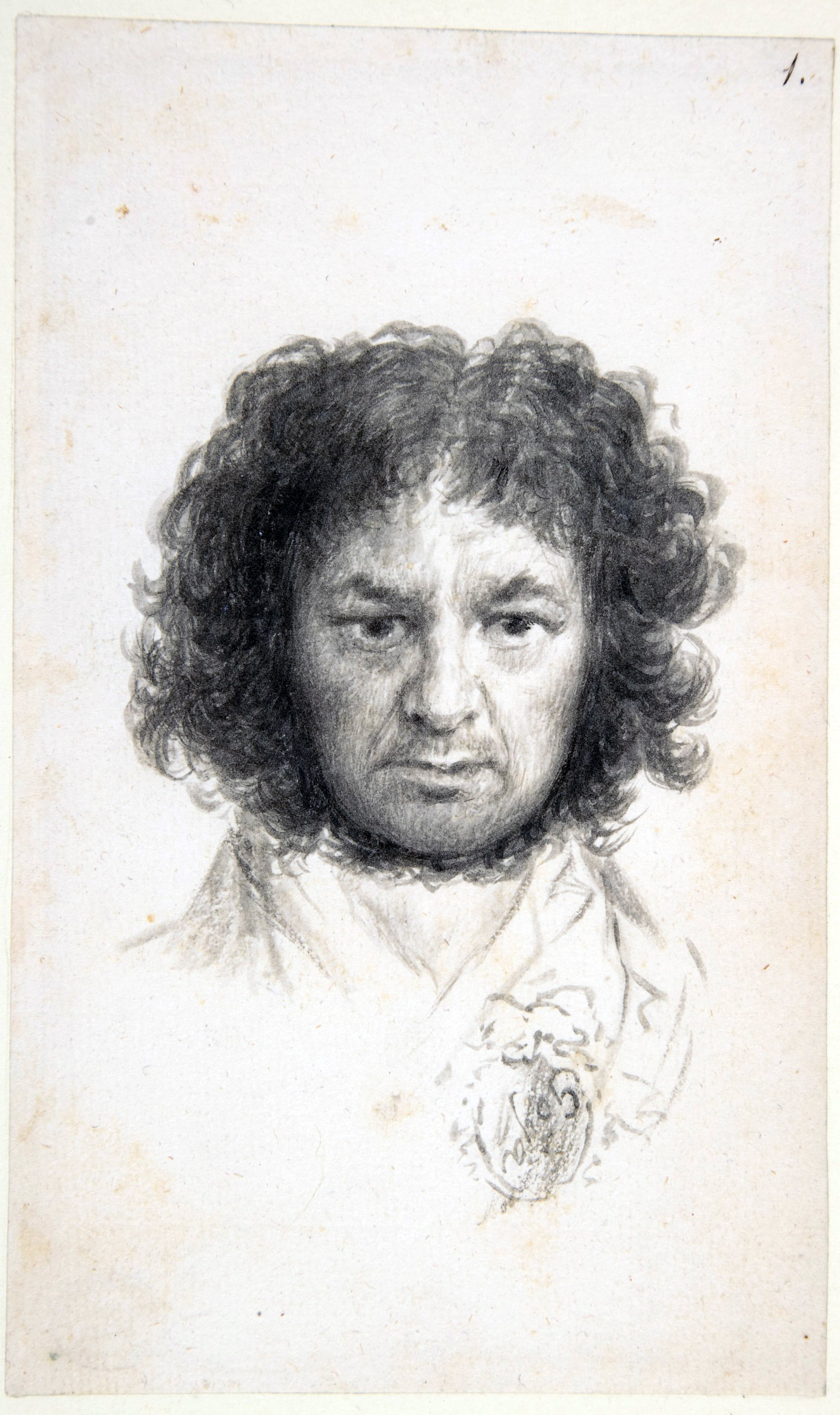
Autoretrat, cap a 1800.

També hi ha nombrosos dibuixos en què l'artista s'autoretrata. El bust amb perruca del Museu de Belles Arts de Boston a grafit, també de cap a 1783, el del Museu d'Art Modern de Nova York amb barret de tres pics (ploma i tinta sípia, col·lecció Lehman, cap al 1790 o potser anterior a 1783, a jutjar per l'abillament del segle xviii i la robustesa del rostre), i un altre de voltant de 1800, pintat a tinta xinesa i aiguada. Ha estat molt comentat aquest últim retrat en el qual apareix la seva cara totalment de front i orlada amb una cabellera medusa unida per les patilles a la barba, contorn tot l'oval del rostre, amb una mirada de gran intensitat. Ha estat vist com un retrat plenament romàntic que guarda curioses similituds amb els que va dibuixar el surrealista Antonin Artaud després de la Segona Guerra Mundial.
Entre els anys 1797 i 1799 Goya treballa en l'estampació de la sèrie Els capritxos. Per al seu frontispici va dubtar entre dues imatges que contenen sengles autoretrats. En un primer moment va pensar a situar al capdavant la que després serà l'estampa núm. 43, «El somni de la raó produeix monstres», a  un dels dibuixos preparatoris (h. 1797) s'aprecia la imatge de l'artista reclinat i envoltat de somnis de malson constituïts clarament per la representació del seu rostre. Tanmateix es va decantar finalment per obrir Els capricis amb el seu autoretrat Francisco Goya y Lucientes, Pintor, amb barret de copa, descrit en l'època com de gest satíric, en al·lusió a la intenció crítica d'aquesta col·lecció. D'ell es conserva un  dibuix previ de bust complet. En un altre esborrany dibuixat prèviament al Somni de la mentida i la inconstància , estampa destinada a Els capricis que no va arribar a ser inclosa en la sèrie, també es veu a Goya en relació amb la imatge d'una dona que té trets de la Duquessa d'Alba i apareix amb dues cares, que Janus bifront, el que de nou porta a pensar en un possible despit amorós sofert per l'artista.

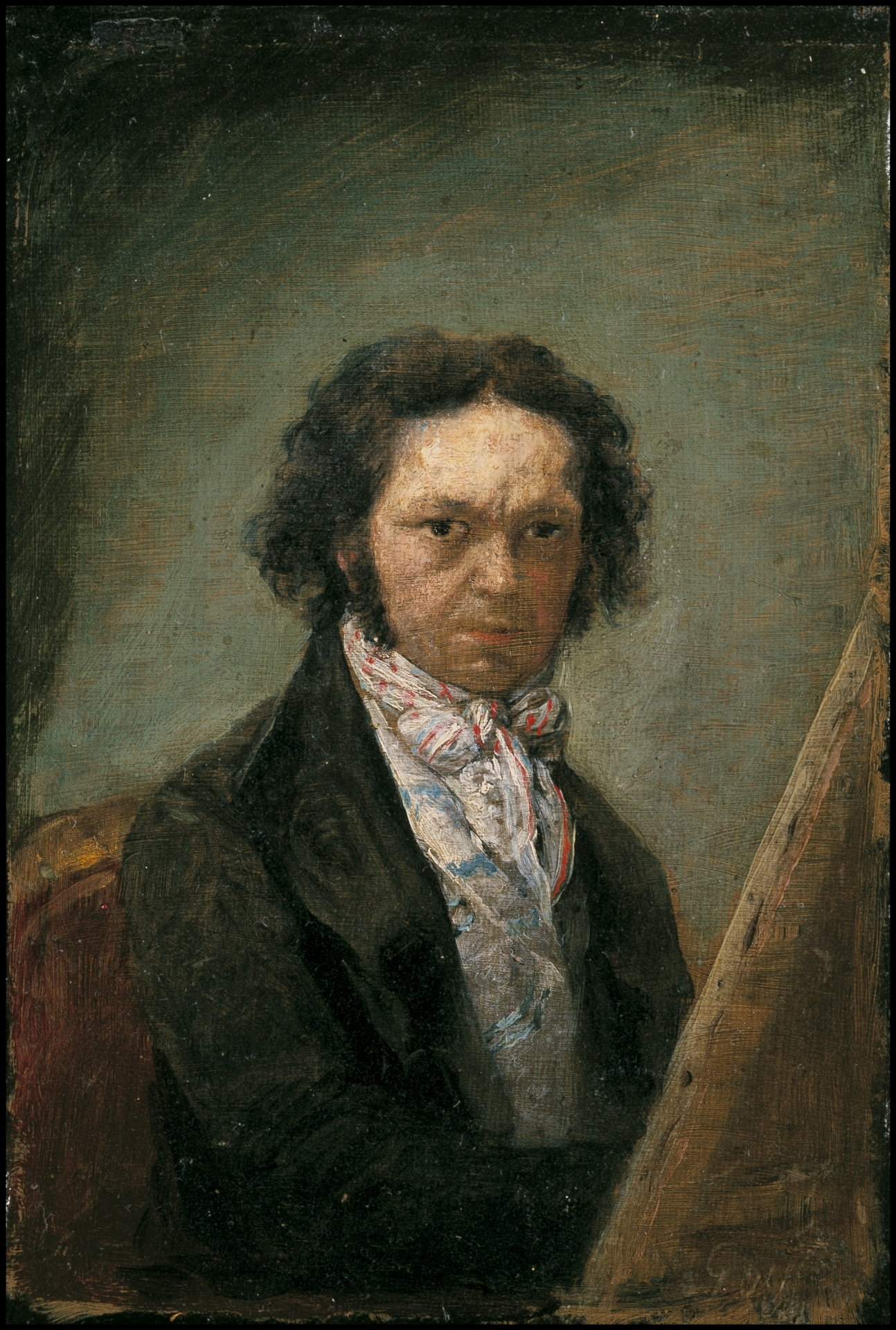
Autoretrat, 1795 (Museu del Prado).

De característiques similars al molt comentat dibuix a l'aiguada de 1800, és un minúscul retrat a l'oli sobre tela (18 x 12 cm) que va ser pintat al voltant de 1795, amb tota probabilitat elaborat com a regal a la duquessa d'Alba, als hereus del qual va pertànyer fins a la seva sortida a subhasta el 1989. Aquí apareix davant un llenç, mirant cap al que sembla el seu model i amb un vestit a l'última moda del moment.
És molt significatiu un petit retrat de cos sencer conservat a l'Acadèmia de San Fernando i pintat entre 1790 i 1795: l'anomenat Autoretrat al taller. L'artista de perfil, a contrallum, porta un estrany barret en el qual hi ha uns suports per posar espelmes, amb les que se suposa que pintava de nit. Ens parla de la seva activitat com a intel·lectual (la llum destaca una tauleta amb encàrrec d'escriure) i de la seva estima per l'activitat allunyada dels encàrrecs oficials. En aquesta època va renunciar a tasques com a pintor de cartrons per a tapissos al·legant motius de salut, però el quadre ens ho mostra actiu (com ratifica la seva biografia d'aquests anys) i gaudint de la pintura que s'allunyava dels encàrrecs oficials.

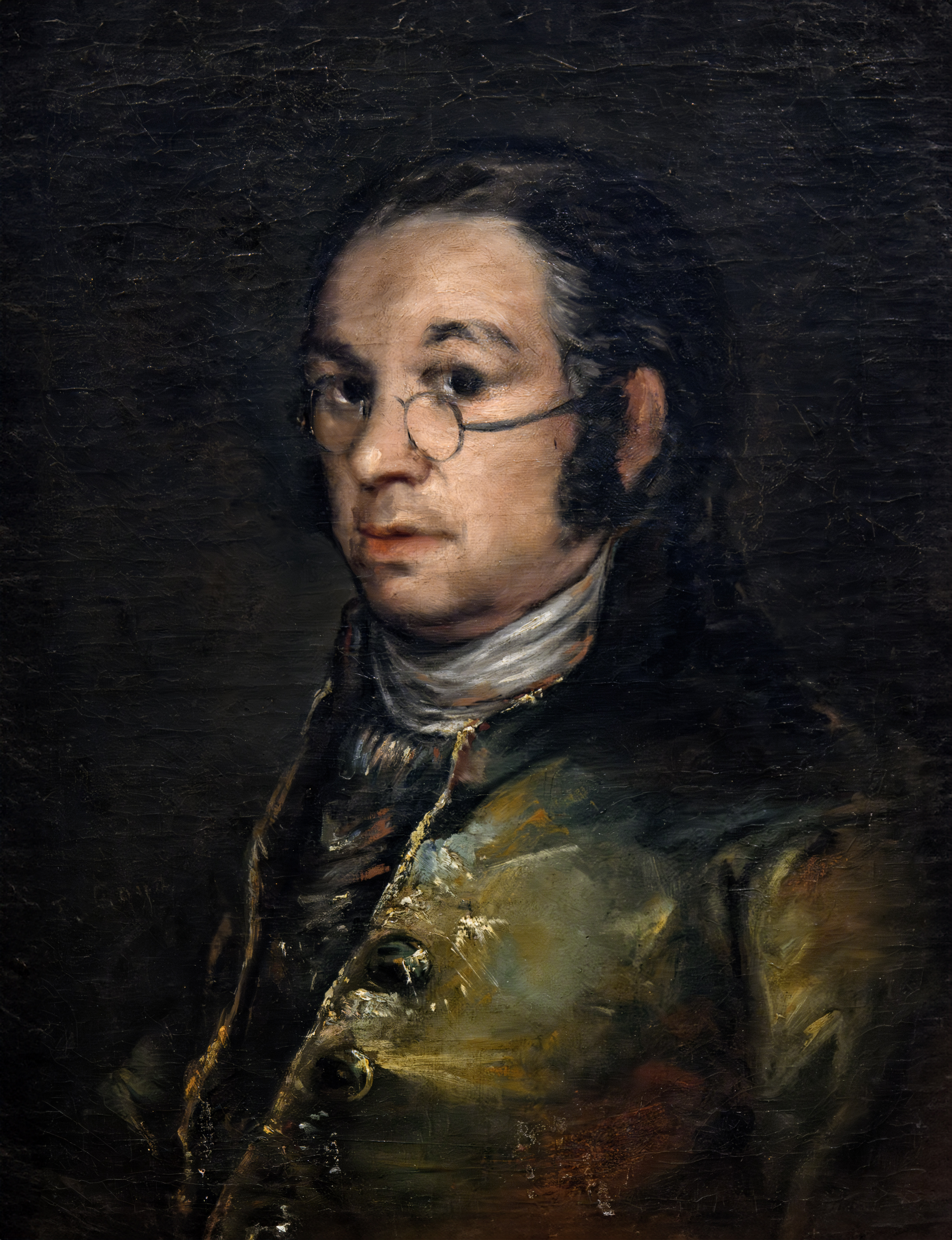
Autoretrat del Museu Bonnat-Helleu de Baiona, França.

Altres dos autoretrats a l'oli molt semblants de bust curt amb ulleres es troben al Museu Goya de Castres i en el Museu Bonnat de Baiona, ambdós a França. Adopta en ells la possessió d'un tertulià burgès, vestit com els seus amics il·lustrats Jovellanos o Saavedra.
De la seva senectut cal també testimonis. Dos magnífics autoretrats gairebé idèntics realitzats en 1815, un donat per Javier Goya a l'Acadèmia de San Fernando i un altre que es trobava probablement a la Quinta del Sordo, ja que figura en l'inventari que Antonio Brugada va realitzar a la mort de l'artista Aragonès de les Pintures Negres el 1828 i des de 1872 se aloja en el Museu del Prado. La signatura del primer diu «Fr de Goya, aragonès pel mateix». El del Museu del Prado mostra a l'artista amb actitud més senzilla, una vegada desapareguda la urgència d'afirmar personal i professionalment dels seus anteriors autoretrats.
Emotiu és Goya atès pel doctor Arrieta, un quadre pintat a 1820 que reflecteix la greu malaltia que va patir des de novembre de 1819 - potser el tifus -, en la qual va ser atès pel metge Eugenio García Arrieta. S'autoretrata malalt i agonitzant, sostingut per darrere pel doctor que li dona a beure alguna medicina. En un fons fosc apareixen al fons a l'esquerra uns rostres de dona que la crítica ha identificat amb la representació de les Parques.

En una cartela a la part baixa del quadre figura un epígraf, presumiblement autògraf, en el qual es llegeix: 
| « | Goya agraït, al seu amic Arrieta: per l'encert i cura amb què li ha llevat la vida a la seva aguda i / perillosa malaltia, patida a les acaballes de l'any 1819, als setanta-tres anys de la seva edat. El pintà el 1820. | » |

L'última imatge coneguda de la mà del mateix artista és un dibuix de 1824 conservat al Museu del Prado amb el seu rostre de perfil i tocat amb una gorra amb la postura propera al de la portada de Els capricis.
Un dels principals grans experts internacionals de Goya és el català Josep Gudiol i Ricart